# 수도사제

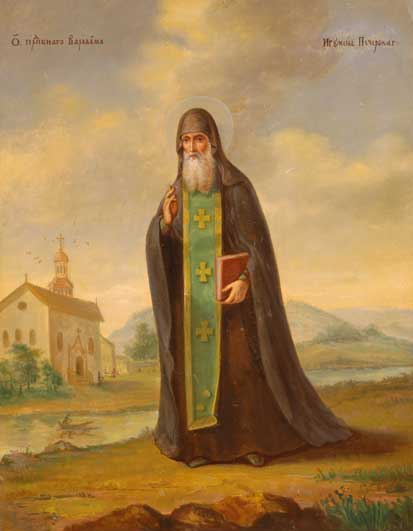
수도복과 사제의 에피트라필리온을 입고 있는 키예프 동굴 수도원의 발람

사제수도자로도 불리는 수도사제(그리스어: Ἱερομόναχος, 로마자: Ieromonachos;  조지아어: მღვდელმონაზონი, 로마자: mghvdelmonazoni; 교회 슬라브어: Иеромонахъ, 루마니아어: Ieromonah)는 동방 정교회와 동방 가톨릭교회에서 사제인 수도자이다.
수도사제는 사제직에 서품된 수도자이거나 수도원의 삭발례를 받은 사제일 수 있다. 결혼한 사제의 부인이 죽었을 때, 수도자가 되는 것은 드문 일이 아닌데, 교회에서는 성직자들이 서품 후에 재혼하는 것을 금지하기 때문이다.
사제직 서품은 수도주의에서 일반적인 것이 아니라 예외적인 것으로, 수도원에서는 보통 일일 예배를 거행하는 데 필요한 만큼의 수도사제와 수도보제만을 보유한다.
교회의 성직품계에서, 수도사제는 대보제보다 더 높은 위계이며, 이와 같이 재속(다시 말해서, 결혼한) 사제는 보제보다 더 높은 위계이다. 그들 자신의 계급 내에서, 수도사제는 그들의 서품일에 따라서 서열이 정해진다. 수도사제보다 높은 서열은 헤구멘과 대수도사제이다.

## 같이 보기
- 동방 정교회 수도자 계급
- 대수도사제
- 헤구멘
- 대보제